# Sköldby

Sköldby är en by vid sidan av E20 i Södermanland, cirka 5 km öster om Kungsör i Kungsörs kommun. Omgivningen är skogig, och består i övrigt av bondgårdar och åkermarker. 